# Ponta Porã
Ponta Porã is een gemeente in de Braziliaanse deelstaat Mato Grosso do Sul. De gemeente telt 89.592 inwoners (schatting 2017). 

## Aangrenzende gemeenten
De gemeente grenst aan Antônio João, Aral Moreira, Bela Vista, Dourados, Guia Lopes da Laguna, Jardim, Laguna Carapã en Maracaju.

### Landsgrens
En met als landsgrens aan de gemeente Pedro Juan Caballero en Zanja Pytá in het departement Amambay met het buurland Paraguay.

## Verkeer en vervoer
De plaats ligt aan de wegen BR-463, MS-164 en MS-386.
Bij de plaats ligt de internationale luchthaven van Ponta Porã.

## Geboren
- Danilo Veron Bairros, "Danilinho" (1987), voetballer